# 巴特西鐵路橋
巴特西鐵路橋（英語：Battersea Railway Bridge），是英國倫敦泰晤士河上的一座鐵路轉筒橋，最初名為巴特西新橋。此橋位於巴特西和富勒姆之間，是倫敦地上鐵西倫敦線的橋樑之一。
51°28′23″N 0°10′45″W / 51.47306°N 0.17917°W
1. ↑  , Wikidata Q6973052